# Pinčići
Pinčići (en serbe cyrillique : Пинчићи; en albanais: Pinçi) est un village du sud du Monténégro, dans la municipalité de Bar.

## Démographie

### Évolution historique de la population
| 1948 | 1953 | 1961 | 1971 | 1981 | 1991 | 2003 |
| ---- | ---- | ---- | ---- | ---- | ---- | ---- |
| 160  | 179  | 166  | 151  | 143  | 58   | 18   |